# Erich Arndt
Erich Arndt (26 de agosto de 1911, data de morte desconhecida) foi um ciclista alemão. Participou nos Jogos Olímpicos de Berlim 1936 e terminou em quarto lugar na prova de perseguição por equipes.